# Federal Information Processing Standard
De Federal Information Processing Standards zijn normen voor de manier waarop bepaalde informatie in geautomatiseerde systemen moet worden vastgelegd. De normen worden ontwikkeld en gepubliceerd door de Amerikaanse federale overheid en zijn bedoeld voor gebruik door federale overheidsinstanties en contractpartners van de overheid.

## Enkele standaarden

### Cryptografie
- Data Encryption Standard — FIPS 46-3
- Advanced Encryption Standard — FIPS 197
- Security requirements voor cryptografische modules — FIPS 140

### Locaties
- Codering van 'geopolitieke eenheden', vooral landen, maar ook afhankelijke gebieden en dergelijke. Deze code bestond uit twee letters, eventueel gevolgd door een tweecijferige regiocode — FIPS 10-4 (ingetrokken in 2008, vervangen door ISO 3166)
- Codering van staten van de Verenigde Staten en enkele andere eenheden zoals Washington D.C., Guam en het atol Johnston. (Deze code bestond uit twee cijfers. Als alternatief kon een tweeletterige code gebruikt worden, maar die was niet voor alle gebieden beschikbaar. Om een locatie binnen het gebied aan te geven, kon de code direct gevolgd worden door een cijfercode voor kleinere bestuurlijke eenheden zoals county's en boroughs) — FIPS 5-2 (ingetrokken in 2008, vervangen door ANSI-standaard INCITS 38:2009)

Whitley County (Indiana) heeft bijvoorbeeld de gecombineerde 'FIPS-code voor staat en county' 18183, waarin de 18 staat voor de staat Indiana en de resterende drie cijfers voor Whitley County.